# Sinde
Sinde is een plaats (freguesia) in de Portugese gemeente Tábua en telt 465 inwoners (2001).